# Alfred Schreiber (Mathematiker)
Alfred Schreiber (* 7. April 1946 in Düsseldorf) ist ein deutscher Mathematiker, Fachdidaktiker, Hochschullehrer i. R. und Schriftsteller.

## Werdegang
Schreiber studierte Mathematik und Philosophie in Gießen und Köln und promovierte 1974 an der Universität zu Köln über Probleme der Rechtfertigung axiomatischer Theorien. Danach arbeitete er als Wissenschaftlicher Assistent an der Pädagogischen Hochschule Rheinland (Abteilung Neuss) und als Privatdozent an der Rheinisch-Westfälischen Technischen Hochschule Aachen (Habilitation 1981). Seit 1986 war er bis 2008 Professor für Mathematik und ihre Didaktik an der Universität Flensburg. Zu seinen Arbeitsschwerpunkten zählen Erkenntnistheoretische Probleme der Mathematik, Begriffsbildungsprozesse, Mathematische Modellierung, Medieninformatik (einschließlich Entwicklung von Lernsoftware) sowie Kombinatorik.
Neben seiner fachlichen und pädagogischen Tätigkeit ist Schreiber mit einer Reihe literarischer Beiträge hervorgetreten, u. a. mit Essays zu den Grenzbeziehungen der Mathematik (etwa in seiner Kolumne in den Mitteilungen der DMV, 2003–2012) sowie als Hrsg., Übersetzer und Autor von Gedichten. Die beiden von ihm herausgegebenen Anthologien Die Leier des Pythagoras und Lob des Fünfecks bilden zusammen eine kommentierte, 250 Gedichte umfassende Sammlung mathematisch inspirierter Lyrik internationaler Provenienz.
Alfred Schreiber wurde 2022 mit dem Hauptpreis der Stiftung Kreatives Alter (Créativité au Troisième Âge) ausgezeichnet. Der Nederlands Letterenfonds (Dutch Foundation for Literature) verlieh ihm 2023 den James Brockway Prize.

## Bücher (Auswahl)

### Fachliche Publikationen
- Theorie und Rechtfertigung. Untersuchungen zum Rechtfertigungsproblem axiomatischer Theorien in der Wissenschaftstheorie (= Band 11 der Reihe Wissenschaftstheorie, Wissenschaft und Philosophie). Vieweg: Braunschweig 1975, ISBN 3-528-08345-X.
- mit Peter Bender: Operative Genese der Geometrie (= Band 12 der Schriftenreihe Didaktik der Mathematik der Universität für Bildungswissenschaften in Klagenfurt). Hölder-Pichler-Tempsky, B. G. Teubner: Wien und Stuttgart 1985, Reprint: Berlin 2012, ISBN 978-3-8442-2454-2.
- CBT-Anwendungen professionell entwickeln. Springer: Berlin; Heidelberg 1998, ISBN 3-540-62026-5.
- Begriffsbestimmungen. Aufsätze zur Heuristik und Logik mathematischer Begriffsbildung. Logos Verlag: Berlin 2011, ISBN 978-3-8325-2883-6.
- Didaktische Schriften zur Elementarmathematik. Logos Verlag: Berlin 2014, ISBN 978-3-8325-3716-6.
- Werktage im Niemandsland. Aus dem Fahrtenbuch eines mathematischen Grenzgängers. Logos Verlag: Berlin 2017, ISBN 978-3-8325-4379-2.
- Stirling Polynomials in Several Indeterminates. Logos Verlag: Berlin 2021, ISBN 978-3-8325-5250-3.

### Literarische Publikationen
- als Hrsg. und Übersetzer: Die Leier des Pythagoras. Gedichte aus mathematischen Gründen. Vieweg+Teubner: Wiesbaden 2010, ISBN 978-3-8348-0852-3.
- als Hrsg. und Übersetzer: Lob des Fünfecks. Mathematisch angehauchte Gedichte. Springer Spektrum: Wiesbaden 2012, ISBN 978-3-8348-1954-3.
- Die enttäuschte Erkenntnis[6]. Paramathematische Denkzettel. Edition am Gutenbergplatz: Leipzig 2013, ISBN 978-3-937219-68-4.
- Das stille Leben. Gedichte. Epubli: 1. Ausgabe, Berlin 2015; 3., revidierte und erweiterte Ausgabe, 2021, ISBN 978-3-754914-90-8.
- als Hrsg. und Übersetzer: Land ohne Ende. Hendrik Marsman / Gerrit Achterberg, Ausgewählte Gedichte, Niederländisch–Deutsch. Edition Rugerup: Berlin 2016, ISBN 978-3-942955-58-4.
- Die Farbe der Ziffern. Pythagoräische Verse. Epubli: Berlin 2016, ISBN 978-3-7418-0035-1.
- als Hrsg. und Übersetzer: Musik aus fremden Gärten. Hundert Gedichte aus fünf Jahrhunderten. Edition Rugerup: Berlin 2017, ISBN 978-3-942955-63-8.
- als Hrsg. und Übersetzer: Ramón del Valle-Inclán: Der Durchreisende. Lyrische Schlüssel, Spanisch und Deutsch. ATHENA Verlag: Oberhausen 2018, ISBN 978-3-7455-1009-6.
- als Hrsg. und Übersetzer: Ramón del Valle-Inclán: Die Wunderlampe. Spirituelle Übungen. Aus dem Spanischen übersetzt und mit einem Anhang herausgegeben von Alfred Schreiber. ATHENA Verlag: Oberhausen 2023, ISBN 978-3-7455-1154-3.

## Schriften (Auswahl)
- Das Induktionsproblem im Lichte der Approximationstheorie der Wahrheit. In: Zeitschrift für allgemeine Wissenschaftstheorie, Band 8 (1977), 77–90.
- mit Peter Bender: The Principle of Operative Concept Formation in Geometry Teaching. In: Educational Studies in Mathematics, Band 11 (1980), 59–90.
- Idealisierungsprozesse – ihr logisches Verständnis und ihre didaktische Funktion. In: Journal für Mathematikdidaktik, Band 1 (1980), 42–61.
- Entwicklung didaktischer Software auf Autorensystembasis. In: Zentralblatt für Didaktik der Mathematik, Heft 3 (1990), 92–104.
- Gewinnabsicherung bei Wetten mit festen Auszahlungsquoten. In: B. Luderer (Hrsg.): Die Kunst des Modellierens. Mathematisch-ökonomische Modelle, Vieweg+Teubner: Wiesbaden 2008, 459–476.
- Multivariate Stirling Polynomials of the First and Second Kind, In: Discrete Mathematics, Band 338, Heft 12 (2015), 2462–2484.
- Vergleichbarkeit quasi-arithmetischer Mittel am Beispiel von Potenz- und Exponential-Mittelwerten. In: Mathematische Semesterberichte, Band 65, Heft 2 (2018), 171–182.  DOI.org/10.1007/s00591-017-0207-2.
- Mittelwerte als Minima. In: Elemente der Mathematik, Band 75, Heft 1 (2020), 23–31. DOI:10.4171/EM/400.
- Inverse Relations and Reciprocity Laws Involving Partial Bell Polynomials and Related Extensions. In: Enumerative Combinatorics and Applications, Band 1, Heft 1 (2021), (PDF).